# Seiner Majestät Schiff

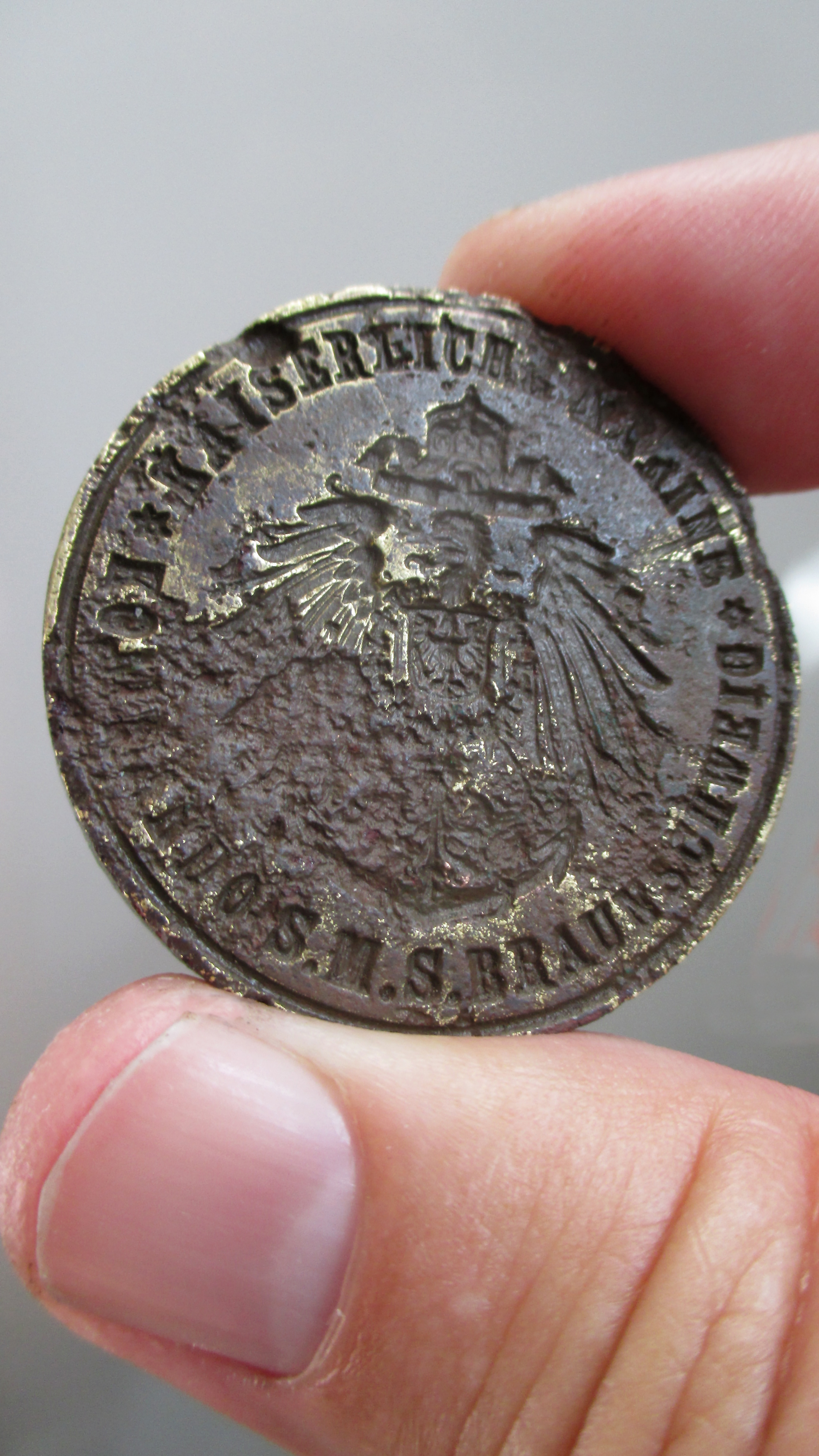
Selo da Marinha Imperial - (espelhado) - Comando S.M.S. Braunschweig

Seiner Majestät Schiff (Navio de Sua Majestade) e as abreviações S.M.S. e SMS que representam esta frase foram usadas nas marinhas monárquicas de língua alemã e na literatura sobre ela como um prefixo para o respectivo nome do navio. Por exemplo, o cruzador alemão Emden foi referido como "SMS Emden" ou o navio de guerra austríaco Viribus Unitis como "SMS Viribus Unitis". Ao falar com o soberano sobre um navio marcado com SMS, seria então dito "O navio de Sua Majestade ...". Inversamente, quando o soberano falava de um navio assim denominado, ele usava a frase 
"Meu/Nosso navio ...".
Os editais oficiais para o uso obrigatório desta designação, como os existentes para o prefixo USS (United States Ship) usado na Marinha dos Estados Unidos, não são conhecidos, mas são possíveis. A variante SMS com o nome do navio provavelmente sempre foi usada em selos oficiais de navios da Marinha Imperial Alemã.